# Porta de São Paulo
A Porta de São Paulo (em italiano: Porta San Paolo) é uma das portas meridionais da Muralha Aureliana em Roma e cujo nome é uma referência à Basílica de São Paulo fora da Muralha, para a qual ela dava acesso.  Corresponde à Porta Ostiense, a porta de onde iniciava, e ainda inicia, a Via Ostiense, o caminho que liga Roma a Óstia Antiga, uma importante estrada arterial de Roma, principalmente por levar diretamente ao Empório, o grande mercado da cidade.
A porta está separada da Muralha Aureliana, e tem o aspecto de um castelo com suas duas torres: por isto é chamada algumas vezes de Castelinho (Castelletto).

## História
A casa da guarda do portão é guardada por duas torres cilíndricas e tem duas entradas, que foram cobertas por um segundo portão, de abertura única, construído em frente do primeiro pelo general bizantino Belisário nas décadas de 540 ou 550.
A estrutura original é da época de Maxêncio, no século IV, mas as duas torres tiveram sua altura aumentada pelo imperador Honório. Em 549, Roma estava cercada e os ostrogodos de Tótila conseguiram invadir a cidade através da Porta Ostiense depois que a guarnição isaura traiu os bizantinos. Em 10 de setembro de 1943, dois dias depois do armistício entre os Aliados e a Itália, forças civis e militares italianas tentaram bloquear a tomada da cidade pelos alemães ali, resultando em 570 baixas.